# William Pottker
William Pottker (sinh ngày 22 tháng 12 năm 1993) là một cầu thủ bóng đá người Brasil.

## Sự nghiệp câu lạc bộ
William Pottker đã từng chơi cho Ventforet Kofu.